# Tlanipatlán, Cocula
Tlanipatlán är en ort i Mexiko.   Den ligger i kommunen Cocula och delstaten Guerrero, i den södra delen av landet, 160 km söder om huvudstaden Mexico City. Tlanipatlán ligger 1 055 meter över havet och antalet invånare är 758.
Terrängen runt Tlanipatlán är kuperad söderut, men norrut är den bergig. Runt Tlanipatlán är det ganska tätbefolkat, med 56 invånare per kvadratkilometer. Närmaste större samhälle är Cocula, 12,8 km nordost om Tlanipatlán. I omgivningarna runt Tlanipatlán växer huvudsakligen savannskog.